# Chaozu
Chaozu is een fictief figuur uit de manga-serie Dragon Ball.
Chaozu is een klein wit mannetje met rode wangetjes.
Hij is heel goede vrienden samen met Ten Shin Han.
Chaozu is geen sterk karakter maar doet wat hij kan tijdens de gevechten.
Hij heeft telepathische krachten.
Hij offert zichzelf op om Nappa te verslaan, maar dit lukt hem niet.
Hij en Ten Shin Han kennen Son Goku al sinds diens kindertijd.
Hij heeft samen met Ten Shin Han, Yamcha en Piccolo bij Koning Kai getraind nadat ze sneuvelden in de Saiyan-saga.